# Kepler-53 d
 (mai 2025).
Kepler-53 d est une exoplanète de type Jupiter tiède en orbite autour de la son étoile hôte Kepler-53, située à environ 4 455,52 années-lumière de la Terre.

## Caractéristiques physiques
L'exoplanète se distingue par sa masse modérée de 0,52 MJ, son rayon compact de 0,19 RJ et sa température élevée de 870 K.

## Orbite
Elle orbite à 0,09  unités astronomiques de son étoile, une distance comparable à celle de Mercure dans le système solaire.

## Découverte
L'exoplanète a été découverte par la méthode des transits en 2014.

## Habitabilité
Les conditions d'habitabilité de cette exoplanète ne sont pas déterminées ou ne sont pas connues.